# Suğdem Gözalır
Suğdem Gözalır (* 25. November 1994 in Istanbul) ist eine türkische Schauspielerin.

## Leben
Suğdem Gözalır wurde am 25. November 1994 in Istanbul geboren. Sie besuchte das Sakıp Sabancı Anadolu Lisesi. Nach ihrem Abschluss studierte sie  an der Osman Yağmurdereli Sanat Akademisi. Danach setzte sie ihr Studium an der Özyeğin Üniversitesi fort.
Ihr Debüt gab sie 2015 in der Fernsehserie Mayıs Kraliçesi. Anschließend war sie 2016 in dem Film İkinci Şans zu sehen. 2018 wurde sie für die Serie 4N1K gecastet. Im selben Jahr bekam sie in dem Film Çiçek eine Hauptrolle. Außerdem spielte Gözalır 2021 in Baht Oyunu mit. 2022 trat sie in Der Vogel und die Löwin auf.

## Filmografie
Filme
- 2016: İkinci Şans
- 2018: Çiçek

Serien
- 2015–2016: Mayıs Kraliçesi
- 2018: 4N1K
- 2021: Baht Oyunu
- 2022: Der Vogel und die Löwin